# Tlamanca, Veracruz
Tlamanca är en ort i Mexiko.   Den ligger i kommunen Tlalnelhuayocan och delstaten Veracruz, i den sydöstra delen av landet, 220 km öster om huvudstaden Mexico City. Tlamanca ligger 1 611 meter över havet och antalet invånare är 115.
Terrängen runt Tlamanca är varierad, och sluttar österut. Runt Tlamanca är det ganska tätbefolkat, med 172 invånare per kvadratkilometer. Närmaste större samhälle är Xalapa, 8,0 km sydost om Tlamanca. Omgivningarna runt Tlamanca är en mosaik av jordbruksmark och naturlig växtlighet.